# Chapareillan
Chapareillan est une commune française située dans le département de l'Isère, en région Auvergne-Rhône-Alpes.
Chapareillan est située dans la vallée du Grésivaudan, à la limite du département de la Savoie, à 16 km au sud-est de Chambéry et 42 km au nord-est de Grenoble, juste sous le mont Granier, premier contrefort du massif de la Chartreuse.
Elle s'étend de l'Isère (altitude 244 m) au sommet du mont Granier (1 933 m), sur plus de 3 000 ha.

## Géographie

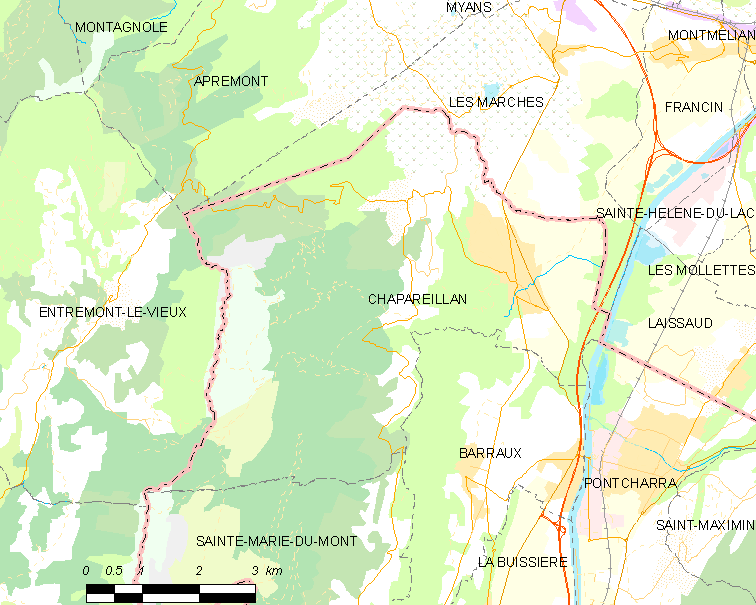
Plan du territoire de Chapareillan et des communes limitrophes.

### Situation
Le territoire de la commune de Chapareillan est situé au nord de la vallée du Grésivaudan, à proximité du département de la Savoie et à ce titre, la commune est rattachée à la communauté de communes Le Grésivaudan.

### Communes limitrophes
- Les Marches
- Apremont
- Barraux
- Sainte-Marie-du-Mont
- Entremont-le-Vieux
- Pontcharra

### Sites géologiques remarquables
En 2014, plusieurs sites géologiques remarquables sont classés à l'« Inventaire du patrimoine géologique » :
- le « cône alluvial de Chapareillan et la carrière de l'Arénier » constituent un site géologique remarquable de 55,79 hectares sur les communes de Barraux et Chapareillan. En 2014, ce site d'intérêt géomorphologique est classé « trois étoiles » à l'« Inventaire du patrimoine géologique »[1] ;
- l'« ecroulement de la face nord du Mont Granier », est un site géologique remarquable de 66,31 hectares, sur les communes de Apremont, Chapareillan, Entremont-le-Vieux et Les Marches. En 2014, ce site d'intérêt géomorphologique est classé « trois étoiles » à l'« Inventaire du patrimoine géologique ».

### Climat
Pour des articles plus généraux, voir Climat d'Auvergne-Rhône-Alpes et Climat de l'Isère.
En 2010, le climat de la commune est de type climat des marges montagnardes, selon une étude du Centre national de la recherche scientifique s'appuyant sur une série de données couvrant la période 1971-2000. En 2020, Météo-France publie une typologie des climats de la France métropolitaine dans laquelle la commune est exposée à un climat de montagne ou de marges de montagne et est dans la région climatique  Alpes du nord, caractérisée par une pluviométrie annuelle de 1 200 à 1 500 mm, irrégulièrement répartie en été. 
Pour la période 1971-2000, la température annuelle moyenne est de 11,7 °C, avec une amplitude thermique annuelle de 19,3 °C. Le cumul annuel moyen de précipitations est de 1 215 mm, avec 9,4 jours de précipitations en janvier et 8,2 jours en juillet. Pour la période 1991-2020, la température moyenne annuelle observée sur la station météorologique de Météo-France la plus proche, « Montmelian », sur la commune de Montmélian à 7 km à vol d'oiseau, est de 12,4 °C et le cumul annuel moyen de précipitations est de 987,3 mm,. Pour l'avenir, les paramètres climatiques de la commune estimés pour 2050 selon différents scénarios d'émission de gaz à effet de serre sont consultables sur un site dédié publié par Météo-France en novembre 2022.

### Voies de communication et transports

#### Voies routières

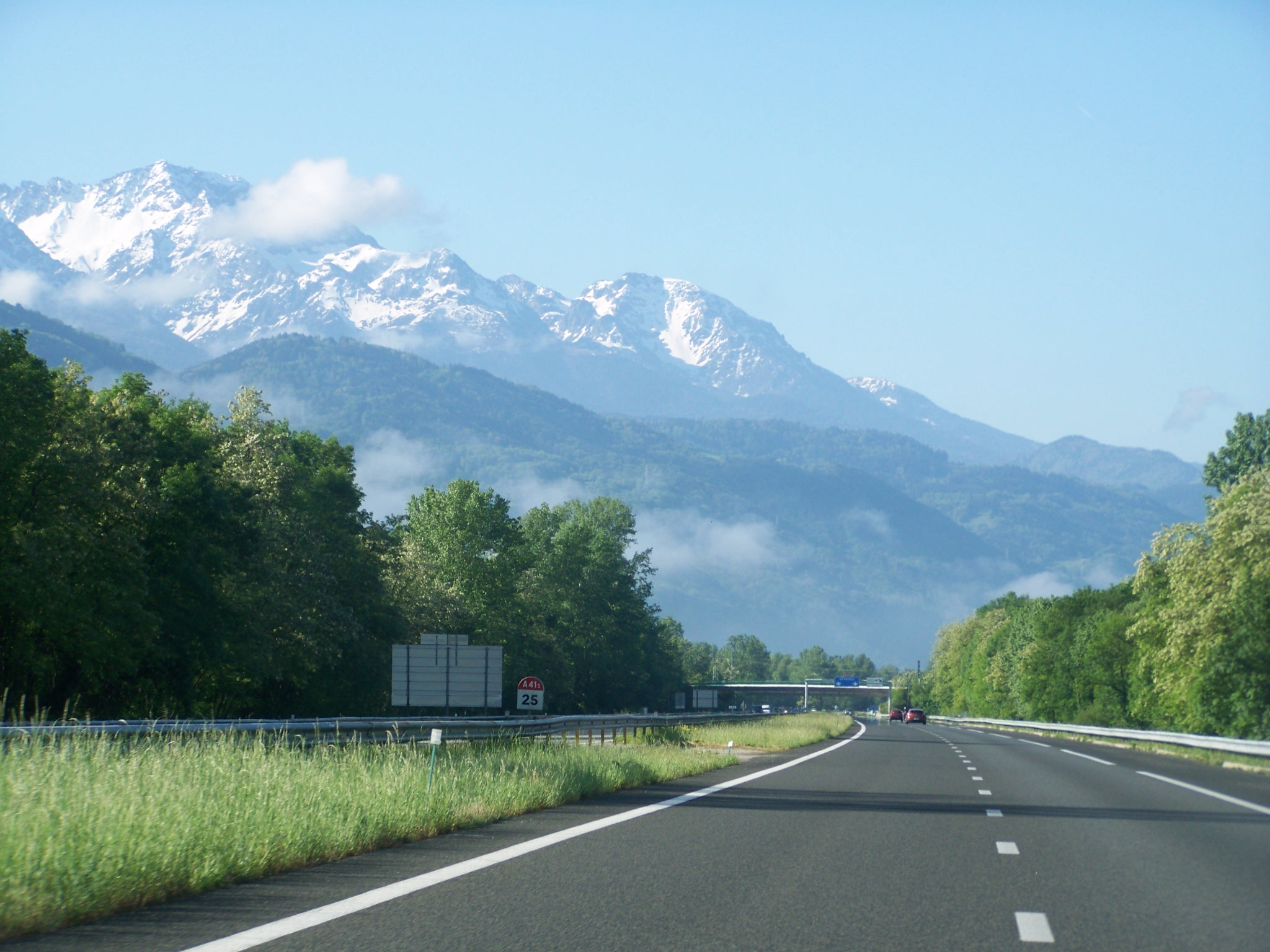
L'A41 dans la vallée du Grésivaudan.

Le territoire de la ville de Chapareillan est traversé par deux voies à grande circulation :
- l'autoroute A41 relie Grenoble à Genève. Sa date de mise en service remonte à l'année 1981. Cette autoroute est gérée en concession par la société AREA (Société des Autoroutes Rhône-Alpes), laquelle est une société d'autoroutes, filiale du groupe APRR, fondée en 1971.

- l'ancienne route nationale 90, (RN 90), est une ancienne route nationale française reliant avant 2006 la ville de Grenoble au col du Petit-Saint-Bernard. La section traversant le département de l'Isère a été déclassée en route départementale 1090 (RD 1090) et sa gestion a été confiée au département. La route départementale traverse la commune selon un axe nord-sud.

#### Transports en commun

##### Bus
Le village est desservi par trois lignes de bus :
- La ligne T83 (reliant Chambéry à Grenoble) du réseau de transport Cars Région Auvergne-Rhône-Alpes
- La ligne G51 (reliant Chapareillan, Barraux et Pontcharra) du réseau de transport Tougo
- La ligne G52 (reliant Challes-les-Eaux (Médipôle de Savoie), Chapareillan et Pontcharra) du réseau de transport Tougo

##### Trains
Chapareillan n'est desservi par aucune ligne de train mais la gare SNCF de Pontcharra sur Bréda se trouve à 5 kilomètres du village.

##### Transports routiers
Le village est situé à 6 kilomètres de la sortie d'autoroute 21 « Les Marches - Chignin » et à 5 kilomètres de la sortie 22 « La Rochette - Pontcharra » toutes deux desservies par l'Autoroute A41 (reliant Grenoble à Genève).
Chapareillan est également desservi par la départementale 1090 (reliant Grenoble à Albertville), et les départementales 22, 285 et 590.

## Urbanisme

### Typologie
Au 1er janvier 2024, Chapareillan est catégorisée bourg rural, selon la nouvelle grille communale de densité à sept niveaux définie par l'Insee en 2022.
Elle appartient à l'unité urbaine de Chapareillan, une unité urbaine monocommunale constituant une ville isolée,. Par ailleurs la commune fait partie de l'aire d'attraction de Chambéry, dont elle est une commune de la couronne,. Cette aire, qui regroupe 115 communes, est catégorisée dans les aires de 200 000 à moins de 700 000 habitants,.

### Occupation des sols
L'occupation des sols de la commune, telle qu'elle ressort de la base de données européenne d’occupation biophysique des sols Corine Land Cover (CLC), est marquée par l'importance des forêts et milieux semi-naturels (69,3 % en 2018), une proportion sensiblement équivalente à celle de 1990 (70,1 %). La répartition détaillée en 2018 est la suivante :
forêts (58 %), zones agricoles hétérogènes (9,2 %), espaces ouverts, sans ou avec peu de végétation (7,7 %), terres arables (7,2 %), zones urbanisées (5,4 %), prairies (4,8 %), cultures permanentes (3,9 %), milieux à végétation arbustive et/ou herbacée (3,6 %), eaux continentales (0,1 %). L'évolution de l’occupation des sols de la commune et de ses infrastructures peut être observée sur les différentes représentations cartographiques du territoire : la carte de Cassini (XVIIIe siècle), la carte d'état-major (1820-1866) et les cartes ou photos aériennes de l'IGN pour la période actuelle (1950 à aujourd'hui).

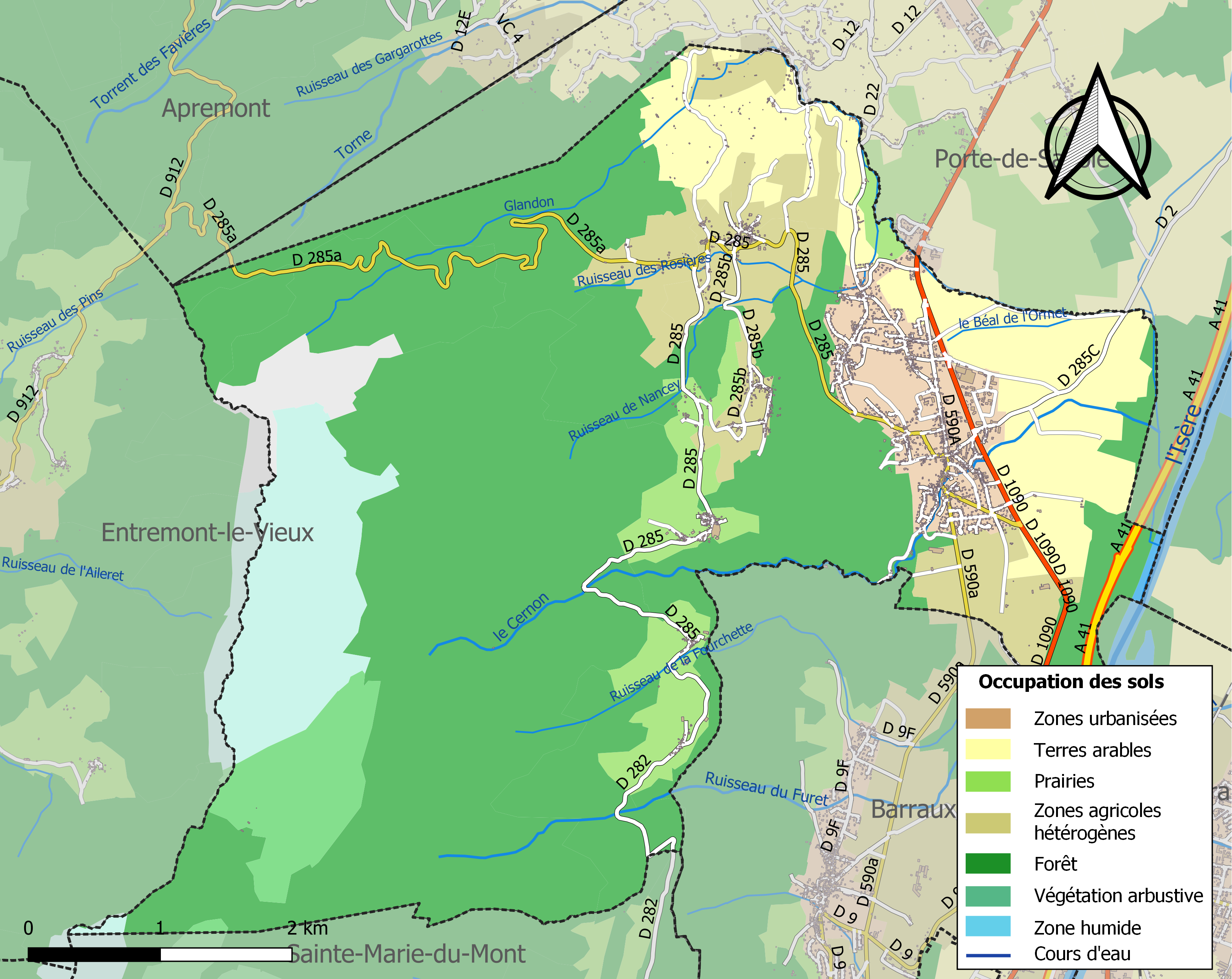
Carte des infrastructures et de l'occupation des sols de la commune en 2018 (CLC).

### Lieux-dits et écarts
La commune compte plusieurs hameaux plus ou moins importants.
Du plus élevé au plus bas :
- Saint-Marcel-d'en-Haut (les Grands-Crozets) ;
- Saint-Marcel-d'en-Bas (les Petits-Crozets) ;
- Bellecombe ;
- Les Atrus ;
- Banchôt ;
- Les Girouds (Bellecombette) ;
- Bellecombette ;
- Les Martinons ;
- Les Rosières (la Palud) ;
- Charbonnel (La Palud) ;
- La Palud ;
- Saint André ;
- Saint Martin ;
- Pont-Royal ;
- Les Gaillons (ou les Truchons) ;
- Hauterive.

Des quartiers plus urbains mais bien identifiés :
- La Ville ;
- Clessant ;
- l'Etraz ;
- l'Epinette (centre village) ;
- le Villard ;
- la Cura ;
- Cernon ;
- le Grand Coin/les Girards ;
- le Pilon ;
- Servette ;
- la Meunière ;
- les Blards  ;
- Bellecour[14].

Des lieux-dits aux noms plus ou moins évocateurs, dont :
- Crève-Cœur ;
- La Colonne ;
- Grosse Pierre ;
- Tricairne ;
- Pré Ours ;
- La Fontaine aux Oiseaux ;
- Le Rousset ;
- Les Eparres ;
- Combe Noire ;
- l'Arcelle ;
- Les Essarts ;
- Malain ;
- Le Mont ;
- La Croix ;
- Joyan ;
- le Mimoret ;
- La Corbassière ;
- Les Rochettes ;
- Les Carcassonnes ;
- les Croquilles ;
- Les Plantées ;
- Le Puits (La Ville) ;
- Les Groubes (Clessant) ;
- La Crapautière (la Ville) ;
- Grande Terre ;
- La Corne ;
- le Carrel ;
- L'Epitel ;
- Longifan ;
- Le Tapis Vert ;
- Les Hermitants ;

etc.

### Risques naturels et technologiques

#### Risques sismiques
L'ensemble du territoire de la commune de Chapareillan est situé en zone de sismicité n°4, à l'instar de l'ensemble des territoires des communes du massif de la Chartreuse et de la vallée du Gréisvaudan.
| Type de zone | Niveau            | Définitions (bâtiment à risque normal) |
| ------------ | ----------------- | -------------------------------------- |
| Zone 4       | Sismicité moyenne | accélération = 1,6 m/s2                |

## Toponymie
Dans les documents médiévaux, Chapareillan est mentionnée sous les formes suivantes Campania Riolentis / Campania Riolenda (IXe siècle), Caparuyllant / Chaparilent (XIIIe siècle), Chaparillen / Chaparolenco (XIVe siècle), Chappa Ruyllent (1356), Chapareillenc (1375),.
Le toponyme de Chapareillan dérive du bas latin campania, qui désigne une « plaine »,.
Le nom officiel de la commune est Chapareillan [ ʃa.pa.ʁɛ.jã], mais elle est surnommée familièrement Chapa [ ʃa.pa][réf. souhaitée].

## Histoire

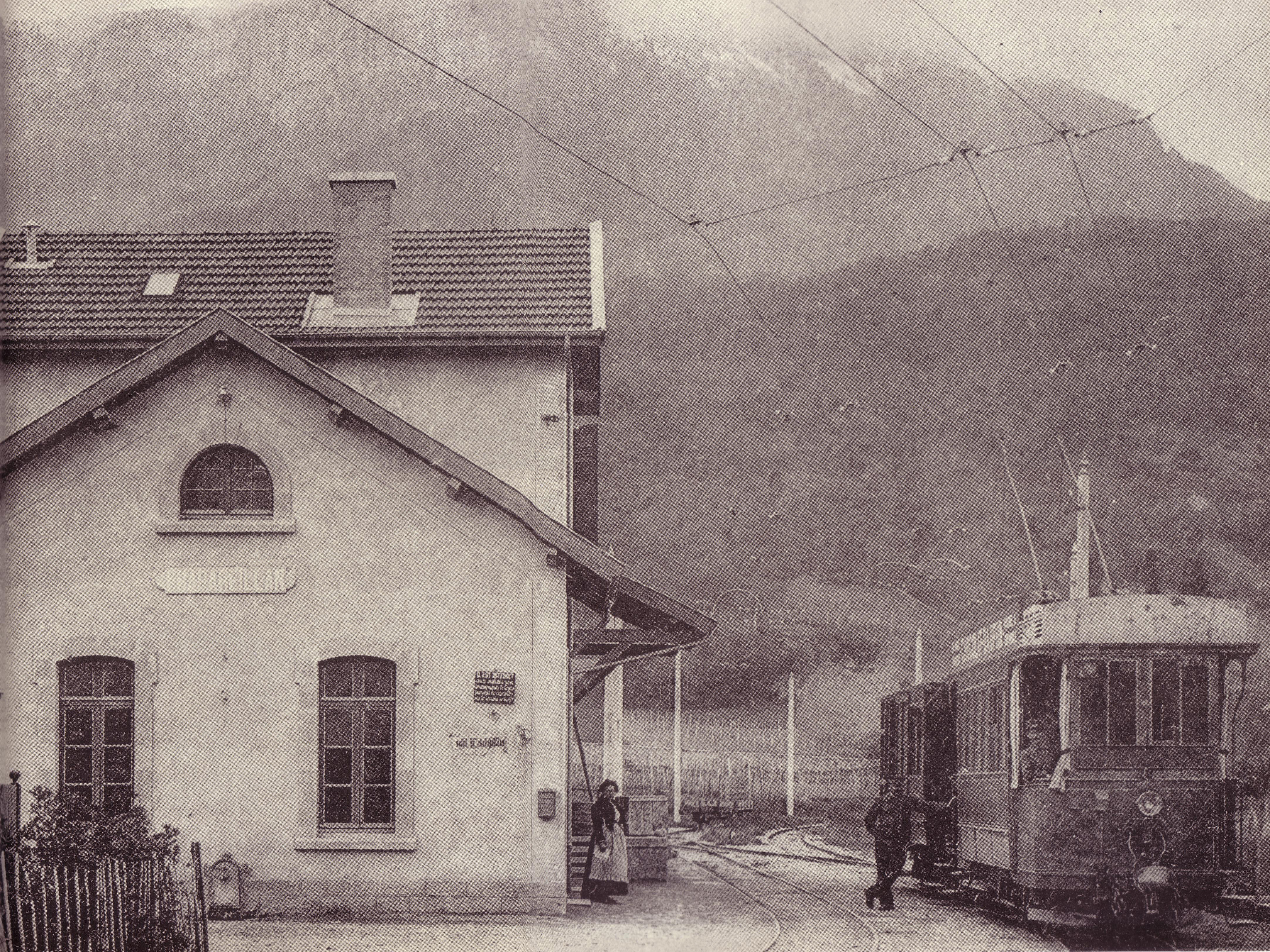
La gare de Chapareillan, terminus de la ligne de tramway Grenoble - Chapareillan.

L'occupation ancienne du territoire est attestée par quelques découvertes fortuites : silex taillés sur le Granier (néolithique ancien), vestiges gallo-romains au-dessus des Atrus et à Clessant.
Au Moyen Âge, les paroisses de Chapareillan et de Bellecombe constituent le mandement de Bellecombe. À la limite de territoires des comtes de Savoie et des futurs dauphins, Bellecombe devient un enjeu stratégique pour ces voisins, dont la puissance s'affirme alors, et qui trouveront là bien des occasions d'affrontement.
La famille des seigneurs de Bellecombe est attestée en 1073. Elle se situe plutôt dans l'orbite de la Savoie. Mais les féodaux sont souvent versatiles et la prise de possession de Bellecombe par la famille savoyarde des Briançon en 1206, n'assoit pas indéfiniment l'emprise du comte de Savoie. Habilement, le dauphin cède la seigneurie de Varces à Aymeric de Briançon, en échange de Bellecombe, en 1287. Entre-temps, en 1248, l'effondrement du Granier, sur les confins nord, a bouleversé le paysage, et peut-être contribué à séparer la seigneurie des terres de Savoie.
Posséder Bellecombe, c'est tenir la clef de tout le Dauphiné, selon l'expression consacrée (Clavis Totius Delphinatus), en face du château, puis de la forteresse de Montmélian. Le comte de Savoie entreprend la construction du bourg fortifié et du château des Marches en 1300, pour faire pièce à la perte de Bellecombe. Dès lors le destin des Bellecombe-Chapareillan sera divergeant de celui de ses proches voisins savoyards.
Le 2 mai 1334, est signé le traité de Chapareillan qui doit mettre fin aux conflits qui opposent les comtes de Savoie et les dauphins de Viennois dans la plaine de l'Ain. L'Albarine devient alors une limite franche entre la Savoie et le Dauphiné.
Lorsqu'en 1349, le Dauphiné est « transporté » à la France, à la suite de sa vente par le dernier dauphin, Bellecombe-Chapareillan devient définitivement français.
Confrontés à un puissant voisin, compensant leur faiblesse relative par une politique de balancier, les comtes puis ducs de Savoie, futurs roi de Sardaigne puis d'Italie, vont souvent se trouver en conflit avec la France.
La région verra se dérouler bien des guerres et la forteresse de Montmélian, considérée comme une des plus puissantes d'Europe, subira plusieurs sièges. La Savoie souffrira bien davantage de la situation que Chapareillan, qui se trouve dès lors du « bon côté » :
- Occupation de la Savoie et siège de Montmélian par François 1er en 1536 ;
- En 1563, le duc de Savoie dont les possessions se sont élargies au-delà des Alpes, juge plus prudent de transférer sa capitale de Chambéry à Turin (Au début du XVIIIe siècle il deviendra roi de Sardaigne) ;
- Construction d'un fort à Barraux par le duc de Savoie en 1597. Après son achèvement, Lesdiguières s'empare du fort au bénéfice du roi de France, Henri IV ;
- Siège et prise de Montmélian par Henri IV, en 1600 ;
- Siège de Montmélian par Louis XIII, en 1630 ;
- Siège et prise de Montmélian par l'armée de Louis XIV, en 1692 ;
- Nouvelle occupation de la Savoie par la France et démantèlement complet de la forteresse de Montmélian, en 1706 ;
- Occupation rigoureuse et parfois cruelle de la Savoie par les Espagnols, alliés des Français, de 1743 à 1749. Les gens de Bellecombe-Chapareillan doivent héberger et assurer la subsistance des troupes, mais ils seront indemnisés ;
- Invasion de la Savoie par les troupes de Montesquiou, stationnées à Fort-Barraux, en 1792. Rattachement de la Savoie et création du département du Mont-Blanc dont font partie les Marches, Myans, etc. La commune de Chapareillan créée en 1790 par le rattachement des paroisses de Bellecombe et Chapareillan est, elle, incorporée au département de l'Isère.

### Les limites
Les limites sont parfois floues et sujettes à bien des contestations.
En 1796, sous la Révolution, la commune s'agrandit par le rattachement des hameaux des Blards, de Hauterive, et du territoire qui s'étend au sud du Cernon jusqu'à Cotagnier. Ceux-ci faisaient partie jusque-là de Barraux.
En 1870, les hameaux du Grand-Crozet et du Petit-Crozet sont rattachés à Chapareillan à la suite du démembrement de la commune de Saint-Marcel. Ils deviennent nos actuels Saint-Marcel-d'en-Haut et Saint-Marcel-d'en-Bas.
Dès le Moyen Âge, l'alpage de l'Alpette appartient aux habitants du mandement de Bellecombe. Paradoxalement, l'accès en est plus facile depuis la vallée d'Entremont et de nombreuses contestations et procédures se font jour.
L'Isère, qui n'est endiguée qu'au XIXe siècle, s'étale largement, dans la vallée, selon les crues. Des îles se forment, sur lesquelles poussent quelques arbres et où l'on mène le bétail pour la pâture. Dans une agriculture de subsistance, elles constituent une forme de richesse, mais les fluctuations qui les affectent selon les caprices de l'Isère, incitent les habitants de Villard-Benoît, des Molettes et de Sainte-Hélène à en revendiquer l'usage.
Le point d'achoppement le plus sévère est celui de la limite nord. Des guérillas incessantes qui se succèdent au Moyen Âge, souvent sous la forme de « chevauchées », de tentatives d'appropriation ou d'expéditions punitives, et les nombreux accords entre communautés voisines ne sont pas longtemps respectés. En 1672, le traité de Saint-Germain fixe la frontière de la cime du Granier jusqu'à Pierre Achée. De là, elle se dirige vers l'Isère, passant au travers du lac de Saint-André dont les deux tiers sont en France.
En 1760, un nouveau traité est conclu entre le roi de Sardaigne et le roi de France, pour procéder à un certain nombre d'échanges et établir des frontières fondées, autant que possible, sur les lignes de crêtes ou sur des cours d'eau. Partant de la croix du col du Frêne (col du Granier), la frontière est ramenée vers le sud, pour être matérialisée en partie, sur le cours du Glandon. Le bornage de 1761 fut renouvelé en 1822-1823.
Bien entendu, les habitants de Bellecombe-Chapareillan vivent cette amputation de leur territoire comme un drame, d'autant que l'essentiel en est régi par le statut de communaux. Ils ont, dès lors, la jouissance d'un bien qui se trouve, non seulement sur une communauté voisine, mais dans un État étranger. Il faudra attendre 1829 pour qu'un accord soit conclu entre Les Marches et Chapareillan, sous l'égide du préfet de l'Isère et de l'intendant de Savoie. La forêt communale de Chapareillan, dans le secteur du Lac Noir, mais sur la commune des Marches, est une survivance de cette période.
Jusqu'en 1860, le bureau principal de la douane est installé à Cernon et divers postes sont répartis sur le territoire de la commune. Il subsiste encore des traces de certaines cabanes de douanier. L'une d'entre elles avait été construite sur l'Alpette.

### Les communaux
L'effondrement du mont Granier en 1248 laissa environ 30 km2 de terrain bouleversé, couvert de rochers, parsemé de petits lacs, mais inexploitable pour longtemps. En 1337, le dauphin donne la pêche dans les lacs aux dominicains de Grenoble. En 1393, Jacques de Montmaur, chambellan du roi de France et gouverneur du Dauphiné, alberge à des représentants des paroisses de Bellecombe et Chapareillan, pour le compte de leurs habitants, les terrains, en partie incultes des Abîmes, afin qu'ils les défrichent et en jouissent, moyennant le paiement d'un cens annuel (redevance) de 10 deniers par feu (famille). Cet albergement porte sur environ 3000 journaux.
Le défrichement s'étala sur sept siècles.
Malgré bien des évolutions, on peut dire que le statut actuel de ce territoire tire son origine de cet albergement médiéval.
Des particuliers profitèrent de la période révolutionnaire pour accaparer d'une partie des communaux. Une procédure de régularisation, lancée en 1819, confirma la propriété de certains particuliers. Le territoire fut dès lors réparti sous les deux statuts de la propriété foncière particulière et des communaux. Un jugement de la cour d'appel de Grenoble de mai 1870 confirmera la propriété des communaux par la commune de Chapareillan, considérant, entre autres, que « le sentiment public dans la commune, à toutes les époques, n'a vu que de simples fermiers dans les détenteurs de parcelles assujetties à la taxe… »
Chapareillan est le village natal, en 1752, du libraire Jean-Charles Falcon, Républicain jacobin installé à Grenoble dont Stendhal disait : « C'est peut-être le Grenoblois que j'ai le plus estimé ». Falcon restera, jusqu'au bout, fidèle à ses opinions égalitaires.
Entre 1900 et 1933, Chapareillan est le terminus d'une ligne de tramway connu sous le nom de tramway Grenoble - Chapareillan (TGC).

## Politique et administration

### Les maires de Chapareillan
Liste de l'ensemble des maires qui se sont succédé à la mairie de Chapareillan :
| Période                                  | Période  | Identité                       | Étiquette    | Qualité |
| ---------------------------------------- | -------- | ------------------------------ | ------------ | --- |
| 1790                                     | 1790     | Louis Bravet                   |              | Notaire royal et notable de l'ancien régime. Habite à Clessant. Premier maire de Chapareillan, élu le 31 janvier 1790. Élu député de l'Isère à l'Assemblée Législative en 1790-1792. |
| 1790                                     | 1792     | Joseph Ignace Bonnet           |              | Exerce un premier mandat lorsque Louis Bravet souhaite se consacrer à d'autres mandats. Voir détails plus haut. |
| 1793                                     | 1794     | Joseph Louis Bietrix           |              | Cultivateur, propriétaire. Habite à la Ville. |
| 1795                                     | 1795     | Henri Juglard                  |              | Né à Saint-André-de-Méouille (actuellement Saint-André-des-Alpes, Alpes de Haute-Provence). Premier mandat de maire. Son nom est d'abord orthographié "Juglar". Voir détails plus haut. |
| 1795                                     | 1800     | Agents municipaux              |              | De 1795 à 1800, les communes de moins de 5 000 habitants sont regroupées en municipalité de canton. Chapareillan n'est plus commune en titre et intègre la municipalité cantonale dont le siège est à Barraux. Elle est alors représentée par un agent municipal assisté d'un adjoint. Les municipalités de canton sont supprimées par la loi du 28 pluviôse an VIII (17 février 1800). |
| 1795                                     | 1797     | Charles Bernard                |              | Agent municipal. Né à Goncelin. Cultivateur, propriétaire. Habite à Cernon. |
| 1797                                     | 1798     | Jean Bel                       |              | Agent municipal. Cultivateur. Habite à Bellecour. |
| 1798                                     | 1799     | Charles Bravet                 |              | Agent municipal. Avocat au Parlement du Dauphiné sous l'ancien régime puis juge au Tribunal révolutionnaire de Paris. Échappa à l'épuration thermidorienne et revint à Chapareillan. Cultivateur, propriétaire. Habite à la Ville. |
| 1799                                     | 1799     | François Vacher                |              | Agent municipal. Cultivateur, propriétaire. Habite au Villard |
| 1800                                     | 1802     | Henri Juglar                   |              | Avocat, maire de Saint-André-les-Alpes, puis député des Basses-Alpes à l'Assemblée Législative en 1791-1792. S'installe plus tard à Chapareillan. Habite à Clessant. Exerça un premier mandat de maire de Chapareillan en 1795. Sa fille Henriette épouse en 1799 Louis Bravet, premier maire de Chapareillan, qui fut également député à la Législative.                               |
| 1803                                     | 1805     | Joseph Ignace Bonnet           |              | Deuxième mandat de maire. Voir détails plus haut. |
| 1806                                     | 1811     | Jean Baptiste Dallière         |              | Successivement commis-voyageur, chapelier à Lyon, cultivateur, propriétaire à Chapareillan. Habite à Cernon. Capitaine des Vétérans. Fut chevalier de l'Ordre de Saint Louis supprimé sous la Révolution. |
| 1811                                     | 1814     | Joseph Ignace Bonnet           |              | Né à Saint-Aupre. Cultivateur, propriétaire à l'Étraz. A été maire de 1790 à 1792, puis de 1803 à 1805. |
| 1814                                     | 1815     | Jean-Baptiste Bravet           |              | Notaire à l'Étraz. Premier mandat. Grand-père d'Ambroise Bravet, maire de 1871 à 1882. |
| 1815                                     | 1818     | Antoine Jean-Charles Paturel   |              | Premier mandat à l'âge de 29 ans. Sera de nouveau maire de 1835 à 1842. |
| 1818                                     | 1821     | Jean-Baptiste Bravet           |              | Notaire. Habite à l'Étraz. Ancien maire (1814-1815). |
| 1821                                     | 1823     | Cyril Bietrix                  |              | Cultivateur, propriétaire. Habite à la Ville. Fils de Joseph Bietrix, maire de 1793-1794. A souhaité démissionner dès février 1822, mais il se maintient jusqu'à la fin 1823. |
| 1824                                     | 1830     | Joseph-Antoine Muiron          |              | Né à Laon, dans l'Aisne. Inspecteur de l'Enregistrement et des Domaines, puis Percepteur. Habite à Clessant. Gendre de Charles Bravet qui fut juge au tribunal révolutionnaire à Paris et agent municipal de Chapareillan (voir plus bas). |
| 1831                                     | 1833     | Charles Louis Bravet           |              | Propriétaire. Habite à Clessant. A été "Receveur à cheval des droits réunis, à Saint-Damien, département de Marengo, à l'époque napoléonienne.Fils de Louis Bravet, premier maire de Chapareillan. Démissionnaire début 1833, il propose au préfet son remplacement par Charles Falcoz.                                                                                                 |
| 1833                                     | 1834     | Charles Falcoz                 |              | Propriétaire, cultivateur. Habite à Bellecour. Possède le moulin, maintenant disparu, de Saint-Martin. |
| 1835                                     | 1842     | Antoine Jean-Charles Paturel   |              | Né à la Buissière. Habite à la Ville.Gendre de l'ancien maire Jean-Baptiste Dallière. Juge de Paix du canton du Touvet en 1830. A déjà été maire de 1815 à 1818. Démissionne en 1842. Sera encore conseiller général du canton de Vizille en 1848. |
| 1842                                     | 1848     | Louis Adolphe Bravet           |              | Chirurgien, aide-major en 1830. Fils de Louis Bravet, premier maire de Chapareillan, frère de Charles-Louis Bravet, maire de 1830 à 1833, petit-fils d'Henri Juglar par sa mère. Habite à Clessant. N'exerce plus ses fonctions à la fin de son mandat. Celles-ci sont alors assurées par Joseph Guiffray, adjoint, géomètre habitant à la Palud.                                       |
| 1848                                     | 1870     | Eustache Marie Etienne Arragon | bonapartiste | Négociant, maître de poste. Habite à Cernon où il tient le relais de poste. Chevalier de l'Ordre de Saint Grégoire le Grand. Démissionne en 1870. |
| 1871                                     | 1882     | Ambroise Arsène Bravet         | républicain  | Notaire. Habite à l'Étraz. Conseiller général, Député de 1876 à 1882. Meurt avant la fin de ses mandats. |
| 1882                                     | 1883     | Séraphin Abraham Uchet         |              | Propriétaire, agriculteur habitant à l'Épinette. Adjoint d'Ambroise Bravet qu'il remplace lorsqu'il est en session parlementaire, lorsqu'il est malade et à la suite de son décès en décembre 1882. Sera maire de 1893 à 1919. |
| 1883                                     | 1889     | Eugène Constant Coutavoz       |              | Exerce plusieurs professions, dont commis-négociant et manufacturier en papeterie à Saint-Victor-de-Cessieu. Habite à Cernon. Est empêché par la maladie en février 1889.Père de Charles Coutavoz, architecte, maître-d'oeuvre de nombreuses constructions "Arts-nouveaux" à Grenoble et dans le reste de la France, et également de la mairie de Chapreillan inaugurée en 1913.        |
| 1889                                     | 1889     | François Puissant              |              | Entrepreneur de maçonnerie et fabricant de tuiles. Habite au Villard. Adjoint d'Eugène Constant Coutavoz qu'il remplace à la suite de sa maladie et de son décès. Élu le 26 mai 1889. Refuse aussitôt le mandat. |
| 1889                                     | 1889     | Gustave Léon                   |              | Notaire. Conseiller municipal.Élu le 26 mai 1889. Refuse aussitôt le mandat. |
| 1889                                     | 1889     | Joseph Guiffray                |              | Géomètre. Habite à l'Épinette.Conseiller municipal.Élu le 26 mai 1889. Refuse le mandat peu après. |
| 1889                                     | 1889     | Joseph Falcoz                  |              | Habite à la Ville. Conseiller municipal. Élu le 26 mai 1889. Refuse aussitôt le mandat. |
| 1889                                     | 1892     | François Puissant              |              | Entrepreneur de maçonnerie et fabricant de tuiles.Habite au Villard. Adjoint d'Eugène Constant Coutavoz qu'il remplace à la suite de sa maladie et de son décès. Élu le 11 septembre 1889 après avoir refusé le mandat le 26 mai. Démissionne en 1892. |
| 1892                                     | 1893     | Louis Bravet                   |              | Ingénieur chimiste. Habite à l'Étraz et à Grenoble. Promoteur de l'usine électrique sur le Cernon. Élu maire en 1892, il démissionne en 1893. |
| 1893                                     | 1919     | Séraphin Abraham Uchet         |              | Propriétaire, agriculteur habitant à l'Épinette. Après avoir été adjoint au maire et candidat malheureux au poste de maire, il est élu premier magistrat en 1893. Il exercera cette charge durant 26 ans, jusqu'en 1919. |
| 1919                                     | 1935     | François Truchon               |              | Agriculteur. Habite à Cernon. Élu maire en 1919, réélu en 1925 et en 1929. Élu conseiller d'arrondissement en 1931. |
| 1935                                     | 1940     | Lucien Tardy                   |              | Épicier à l'Épinette. Élu maire en 1935, au bénéfice de l'âge, à la suite du partage des voix avec Louis Gallay. Révoqué par le régime de Vichy. Meurt fin décembre 1940. |
| 1940                                     | 1941     | Jean Tissot                    |              | Hôtelier-restaurateur à Bellecour (place de la Mairie), conseiller municipal avant-guerre, désigné par le préfet le 6 juin 1940 pour remplacer le maire Lucien Tardy. Le conseil municipal se réunit pour la dernière fois sous sa présidence, le 5 octobre 1941. Jean Tissot meurt peu après, fin décembre 1941, dans sa maison des Girards.                                           |
| 1941                                     | 1944     | Délégation spéciale            |              | Suppression du conseil municipal par le régime de Vichy remplacé par une délégation spéciale composée de quatre membres désignés. |
| 1941                                     | 1942     | Louis Gallay                   |              | Lieutenant en retraite habitant à Clessant, chevalier de la Légion d'honneur. Conseiller municipal depuis 1935. Un arrêté du ministère de l'Intérieur daté du 26 novembre 1941 supprime le conseil municipal et instaure une délégation spéciale composée de quatre membres désignés. Louis Gallay en est le premier président jusqu'à sa démission en 1942.                            |
| 1942                                     | 1944     | Félix Nicolaï                  |              | Ingénieur des Mines. Habite à Cernon. Directeur de l'usine de la Viscamine à Pontcharra. Président de la délégation spéciale jusqu'à sa dissolution par le préfet de la Libération. Décédé à Paris en 1967. |
| 1944                                     | 1945     | Jacques Paoli                  |              | Commissaire spécial honoraire. Habite à Saint-Martin. Dirige l'équipe municipale installée le 22 août 1944 par le préfet de l'Isère, pour remplacer la délégation spéciale. Conforté lors des élections de mai 1945. Décède en septembre de la même année. Remplacé par son adjoint, Émile Bouvier.                                                                                     |
| 1945                                     | 1959     | Émile Bouvier                  |              | Agriculteur aux Girards. Élu maire en novembre 1945 en remplacement de Jacques Paoli dont il était l'adjoint. Réélu en 1947 et en 1953. Décédé à Chambéry en 1991. |
| 1959                                     | 1977     | André Béthoux                  |              | Directeur de l'école de garçons. Habite à la Ville. Titulaire des palmes académiques. Élu en 1959, réélu en 1965 et en 1971. Décédé à Grenoble en 1981. |
| 1977                                     | 1983     | Jean Erhard                    |              | Cheminot. Habite à Clessant. Ancien maire (1977-1983), conseiller municipal (1983-1989), adjoint au maire (1995-2001), fait maire honoraire. |
| 1983                                     | 1989     | Christian Casset               |              | Cadre bancaire. Habite à l'Épinette. Décédé en 2005. |
| 1989                                     | 1995     | Jean Erhard                    |              | Cadre SNCF.Voir ci-dessus |
| 1995                                     | 2001     | Christian Cugnolio             |              | Retraité EDF. Habite à l'Épinette. Adjoint au maire de 1989 à 1995. |
| 2001                                     | 2014     | Daniel Bosa                    | DVG          | Enseignant, directeur centre de formation. Habite à l'Étraz. Élu maire en 2001, réélu en 2008. Vice-président de la communauté de communes du Grésivaudan, chargé de l'emploi et de la formation. |
| 2014                                     | En cours | Martine Venturini-Cochet       | DVD          | Première femme élue maire de Chapareillan. Réélue en 2020. Conseillère régionale d'Auvergne-Rhône-Alpes depuis 2021. |
| Les données manquantes sont à compléter. |          |                                |              | |

## Population et société

### Démographie
L'évolution du nombre d'habitants est connue à travers les recensements de la population effectués dans la commune depuis 1793. Pour les communes de moins de 10 000 habitants, une enquête de recensement portant sur toute la population est réalisée tous les cinq ans, les populations de référence des années intermédiaires étant quant à elles estimées par interpolation ou extrapolation. Pour la commune, le premier recensement exhaustif entrant dans le cadre du nouveau dispositif a été réalisé en 2005.

En 2022, la commune comptait 3 049 habitants, en évolution de +1,4 % par rapport à 2016 (Isère : +3,07 %, France hors Mayotte : +2,11 %).
| 1793  | 1800  | 1806  | 1821  | 1831  | 1836  | 1841  | 1846  | 1851  |
| ----- | ----- | ----- | ----- | ----- | ----- | ----- | ----- | ----- |
| 1 541 | 1 749 | 1 881 | 2 327 | 2 541 | 2 539 | 2 504 | 2 544 | 2 612 |

| 1856  | 1861  | 1866  | 1872  | 1876  | 1881  | 1886  | 1891  | 1896  |
| ----- | ----- | ----- | ----- | ----- | ----- | ----- | ----- | ----- |
| 2 543 | 2 438 | 2 383 | 2 487 | 2 399 | 2 331 | 2 271 | 2 137 | 2 179 |

| 1901  | 1906  | 1911  | 1921  | 1926  | 1931  | 1936  | 1946  | 1954  |
| ----- | ----- | ----- | ----- | ----- | ----- | ----- | ----- | ----- |
| 2 061 | 1 968 | 1 835 | 1 642 | 1 585 | 1 489 | 1 430 | 1 401 | 1 320 |

| 1962  | 1968  | 1975  | 1982  | 1990  | 1999  | 2005  | 2006  | 2010  |
| ----- | ----- | ----- | ----- | ----- | ----- | ----- | ----- | ----- |
| 1 300 | 1 302 | 1 418 | 1 682 | 1 898 | 2 147 | 2 443 | 2 477 | 2 747 |

| 2015  | 2020  | 2022  | - | - | - | - | - | - |
| ----- | ----- | ----- | - | - | - | - | - | - |
| 2 950 | 2 975 | 3 049 | - | - | - | - | - | - |

### Enseignement
La commune est rattachée à l'académie de Grenoble.

### Médias
Historiquement, le quotidien à grand tirage Le Dauphiné libéré consacre, chaque jour, y compris le dimanche, dans son édition du Grésivaudan, un ou plusieurs articles à l'actualité de la communauté de communes, ainsi que des informations sur les éventuelles manifestations locales, les travaux routiers, et autres événements divers à caractère local et régional.

### Cultes
La communauté catholique et l'église de Chapareillan (propriété de la commune) sont rattachées à la paroisse des Saints Apôtres et au doyenné du Haut-Grésivaudan qui sont, quant à eux, rattachés au diocèse de Grenoble.

## Économie
- Vignoble de Savoie AOC : Abymes, Roussette-de-savoie, Mondeuse.

La commune fait partie de l'aire géographique de production et transformation du « Bois de Chartreuse », la première AOC de la filière Bois en France,.
Chapareillan possède une activité vinicole, développée depuis les années 1950. Elle possède 35 exploitants, en 2019.

## Culture locale et patrimoine

### Lieux et monuments

#### Patrimoine religieux
- Église classée des XVIe et XIXe siècles[30] ;

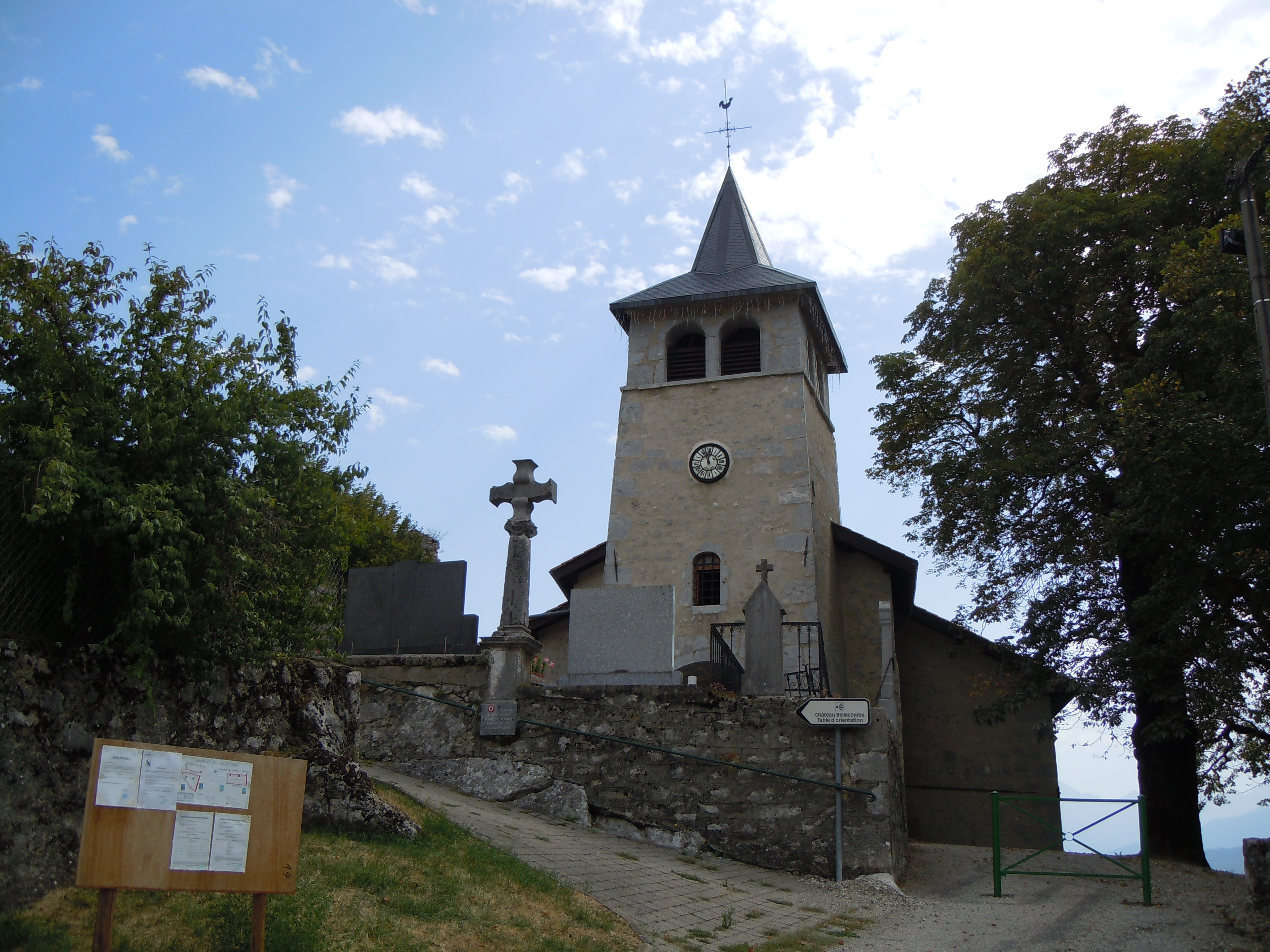
Église de Bellecombe.

- Église Saint-Joseph dite le Vieux Clocher de la Ville, désaffectée ;
- Église Saint-Blaise de Bellecombe ;
- Église « moderne » (construction entreprise à la fin du XIXe siècle) ;
- Oratoire de la Salette ;
- Deux oratoires entre Bellecombe et Saint-Marcel (route départementale et chemin de la Martine) ;
- Nombreuses croix (carrefours, cimetières).

#### Patrimoine civil
- Ruines du château fort de Bellecombe, du XIIe siècle[30]. Une table d'orientation a été installée, décrivant un panorama à 180° sur la chaîne des Bauges, le Mont-Blanc et la chaîne de Belledonne.
- Château d'Hauterive, maison forte du XVe siècle[30]
- Château de Pizançon (« la grande maison ») à la Ville
- Maisons anciennes, plus particulièrement à la Ville
- Moulins (les Girards, Pont-Royal, Saint-Martin)
- Ancienne usine d'obus construite en 100 jours durant la guerre de 1914-1918 (Servette, le Ateliers du Granier)
- les vieux celliers dans le vignoble
- Fermes et granges
- Vieux ponts sur l'ancien réseau routier (Montfollet, la Saïta, le Villard de la Palud)
- Les bornes délimitant l'ancienne frontière entre la France et la Savoie province du royaume de Piémont-Sardaigne jusqu'en 1860.
- Ruines de la bâtie de Belle-Marche, du XIVe siècle[30]
- Ruines de la bâtie des Mortes, du XIVe siècle[30]

### Patrimoine naturel
Le patrimoine naturel de Chapareillan est riche. La forêt des pentes du Granier est dense. On trouve dans ce secteur plusieurs variétés d'orchidées. Le site de la Grenouille abrite une impressionnante concentration de sabots de Vénus.
À l'opposé, la forêt alluviale de l'Isère est en cours de classement en Espace Naturel Sensible. On y remarque la nivéole d'été.
La zone humide des Lacs de Bey et Froment fait l'objet d'une mesure de protection afin de préserver une des dernières zones humides nées de l'effondrement du Granier. On note également la zone humide de la Grande Côte et celle des Martinons.
Des haies, ou ripisylves, suivant les cours d'eau (Cernon, Glandon, Rivasson, etc.) sont constituées d'espèces variées et rythment le paysage.
Enfin, le secteur des Essarts, défriché depuis le Moyen Âge dans les éboulis du Granier, remodelé pour planter la vigne, reste un site exceptionnel malgré l'impact visuel désastreux de la double ligne à très haute tension.
La commune fait partie de la réserve naturelle nationale des Hauts de Chartreuse et du parc naturel régional de Chartreuse.

### Héraldique
| Blason de Chapareillan | Blason de Chapareillan : D'or à la bande contre-bretessée de sable, accompagnée d'un dauphin d'azur, barbé, crêté, lorré et peautré de gueules en chef, et d'une clef d'azur posée en bande, le panneton en haut, l'anneau en carreau pommeté de gueules en pointe. Devise : Clavis Totius Delphinatus |

### Fonds d'Archives
Archives communales de Chapareillan : LL3 (Révolution), 1D2 à 1D23 (Conseil municipal), 1E2 et suivantes (état-civil). Archives départementales de l'Isère : Séries 15M (maires et adjoints) et 16M (municipalités).